# 朝日フラッシュニュース
『朝日フラッシュニュース』（あさひフラッシュニュース）は、富山テレビで月曜日 - 金曜日 11:25 - 11:30に放送されているニュース番組である。2004年9月まではテレビ埼玉、千葉テレビ、tvkといった独立局で夕方に放送されていた、いわゆる5社ニュースと呼ばれる全国ニュース番組の一つでもあった。以前はテレビ朝日が製作と送り出しを担当していたが、後に朝日ニュースター（CSテレビ局）の製作担当に変更されていた。

## 歴史・概要
元々、朝日新聞提供のニュース番組は1953年に日本テレビで放送された3社ニュース枠（平日夕方）で読売新聞、毎日新聞とのローテーションで放送された『朝日TVニュース』が始まりとされている。その後上記日テレやラジオ東京（現・TBSテレビ）で放送された3社ニュースとは別に1959年に開局した日本教育テレビ（NETテレビ。現在のテレビ朝日）が朝日新聞が製作に関与する『NETニュース』を配信するようになった。
1970年、『NETニュース』は『ANNニュース』に改題されるが、この時はまだ他系列のような放送局主体のニュースネットワーク協定に基づくニュース番組ではなく、依然として朝日新聞が製作に関与しているニュース番組であった。従って、NETテレビでは「協力 朝日」のクレジットを付けて放送していた（1977年11月まで）。
その後、新聞社の資本関係を明確にする関係で、1974年3月一杯で3社ニュース枠が日本テレビ、TBSから消えると、翌1975年3月31日よりこれまで3社ニュースの裏送りを担当していたNETテレビでも正式にこの番組を放送するようになる。その際にこの『朝日フラッシュニュース』のタイトルが採用されるようになった。以降、九州朝日放送、富山テレビ、大分放送など全国の朝日新聞が関係するテレビ局で放送されるようになった。なお、朝日放送では1977年9月30日いっぱいで、テレビ朝日では1979年3月31日いっぱいでそれぞれ放送が終了している（いづれも後番組に、ローカルニュースワイド番組を編成したことによる）。また、名古屋テレビや北海道テレビのように、ANN加盟局であっても最後まで放送しない局も存在した。
また在京キーの新聞・放送資本の整理後は、テレビ神奈川・テレビ埼玉・千葉テレビ放送・群馬テレビに向けた新聞5社ニュース（17:50-18:00）に週1回（のちに週2－3回拡大）放送が行われたが、当初はテレビ朝日委託裏送り（司会・ナレーションもテレビ朝日アナウンサーが担当。映像はANN配給素材使用）→のちに朝日新聞社が運営していた朝日ニュースター委託制作（司会者も朝日ニュースターのキャスターを務める女性フリーアナウンサーが主）になった。
富山テレビではその後（1990年頃より）、同タイトルで平日の『FNNスピーク』の前 (11:25 - 11:30) に放送されるようになったが、内容は富山テレビ製作のローカルニュースである（オープニングは10秒の短縮版であったが、現在では独自の物が使われている）。また、一時期（1990年代後半）は10:55 - 11:00の間に放送されていた。

## オープニング

### ANNと5社ニュース

朝日新聞社の社旗（西日本版）

テーマ曲は黛敏郎作曲の「朝日ニューストップタイトルのための音楽」（1953年に開局したばかりの日本テレビで行われた3社ニュース枠の『朝日TVニュース』用に作曲）という楽曲が使われた。青色のバックに、黄色の模様が東西朝日新聞の社旗（「朝」の文字が左右に接触し、太陽の形になるように編集している。左が西日本（名古屋、大阪、西部各本社）仕様、右側が東日本（東京本社、北海道支社）仕様）に変化、その後タイトルロゴが登場するフィルムアニメーション（スキャニメイト）のオープニングタイトル画面とともに、テレビ埼玉とtvkでは番組終了まで使用された。古色蒼然としたオープニングが使い続けられ、マニアックな層には愛されることとなるが、あまりの古めかしさに、千葉テレビでは2000年頃から独自製作のオープニングに別のテーマ曲を流すようになった。

### 富山テレビ
2005年4月、先述のタイトル画面が使用されなくなり、音楽も全く異なる物に変更された（楽曲はナッシュスタジオの「SC-2110」という曲で、テレビ静岡の『FNNテレビ静岡ニュース』、『FNN EZ!TVNEWS』なども使用している。verは異なる）。NewsとFlashが流れる空間にFlashが拡大縮小して中央に一旦表示した後拡大消滅し、「朝日」が拡大縮小して中央に表示すると右から「フラッシュ ニュース」が現れるもの。

## 放送時間
- 日本教育テレビ→テレビ朝日・および一部のANN系列[注 2]
  - 月曜日 - 土曜日 17:50 - 18:00 （1975年3月31日 - 1979年3月31日＜NET→ANB基準＞）
- テレビ埼玉
  - 月曜日 17:50 - 18:00 → 月曜日・火曜日・水曜日・金曜日 17:50 - 18:00 → 月曜日・金曜日 17:50 - 18:00 (2001.4 - 2004.9)
- 千葉テレビ
  - 月曜日 17:50 - 18:00 ( - 2004.9)
- tvk
  - 月曜日 17:50 - 18:00 → 月曜日・火曜日・水曜日・金曜日 17:50 - 18:00 → 月曜日・水曜日・金曜日 17:50 - 18:00 (2003頃 - 2004.9)
なお、tvkでは2000年9月の『読売新聞は〜い夕刊』終了後は、該当枠に当番組が放送されていた。
- テレビ山梨
  - 1990年代に火曜日・水曜日の16：55－17：00に放送されていた。[1]
- 富山テレビ
  - 月曜日 - 金曜日 11:25 - 11:30 ( - 2013.3) → 11:20 - 11:25 (2013.4 - 2024.03) → 11:25 - 11:30 (2024.4 - )
- テレビ和歌山（1983年には南海電気鉄道とそのグループ会社各社の1社提供扱いで放送されていた）
- 大分放送他各局